# خانه مختار علی کامران
خانه مختار علی کامران مربوط به دوره پهلوی است و در شهرستان فومن، شهرک تاریخی ماسوله واقع شده و این اثر در تاریخ ۲۵ اسفند ۱۳۸۰ با شمارهٔ ثبت ۵۲۲۹ به‌عنوان یکی از آثار ملی ایران به ثبت رسیده است.